# Entella pusilla
Entella pusilla är en bönsyrseart som beskrevs av Max Beier 1953. Entella pusilla ingår i släktet Entella och familjen Mantidae.

## Underarter
Arten delas in i följande underarter:
- E. p. cruciata
- E. p. pusilla